# Южный участок отрядов завесы
Южный участок отрядов завесы (ЮУОЗ) был создан 4 августа 1918 года на основании директивы Высшего военного совета для прикрытия внутренних областей Советской России от возможного вторжения германских войск и для борьбы с формированиями генерала Краснова в Донской области. Участок был сформирован на основе Воронежского района обороны.
9 августа по распоряжению председателя Высшей военной инспекции Н. И. Подвойского в составе Южного участка был создан Балашово-Камышинский участок для охраны железной дороги Балашов—Камышин и обеспечения сообщения Царицына с центром.
11 сентября 1918 года в связи с созданием Южного фронта участок был расформирован, штаб был использован для создания штаба фронта, а войска участка вошли в состав 8-й и 9-й армий.

## Состав ЮУОЗ
Изначально в состав ЮУОЗ входили 1-я Воронежская пехотная дивизия, 2-я (с 26 августа — 3-я) Воронежская пехотная дивизия, 3-я Воронежская (с 26 августа — 2-я Курская) пехотная дивизия.
В состав Балашово-Камышинского участка вошли дивизия В. И. Киквидзе, 2-я Особая бригада Р. Ф. Сиверса, бригада Захаровича, бригада Ф. К. Миронова.

## Руководство

### Военные руководители
- В. В. Чернавин (4—29 августа)
- П. П. Сытин (30 августа — 11 сентября; фактически обязанности военрука исполнял Чернавин)

### Военные комиссары
- Л. Н. Александри
- Е. А. Трифонов

### Начальники штаба
- И. И. Защук